# Anna Maria Iten Shinnyo Marradi
Anna Maria Iten Shinnyo Marradi (Firenze, 1953) è una monaca buddista italiana.
È il maestro Zen fondatore e guida spirituale del tempio Zen Shinnyoji di Firenze ed è riconosciuta dalla scuola Zen Soto Kokusai fukyōshi per l’Europa, cioè maestro missionario autorizzato dalla scuola Sōtō-shū alla diffusione del Buddismo Sōtō Zen fuori dal Giappone.
È membro del Sōtō Zen Buddhism Europe Office e ministro di culto iscritta all’albo dell’Unione Buddista Italiana.

## Biografia
In seguito ad alcune letture, Anna Maria Marradi inizia la sua ricerca nello Zen nel 1970. Non trovando nessun centro Zen nell'Italia del tempo, si avvicina all’Himalayan Institute of Yoga Science and Philosophy. Inizia così a Firenze e in India nel Sadhaka Grama Ashram di Rishikesh, nell'Uttar Pradesh, un percorso che la porterà ad approcciare la meditazione nella pratica dello yoga tradizionale. Nell’ottobre 1990 riceve l'iniziazione nella tradizione yogica himalayana a Dehradun da Swāmī Rāma (1925-1996), fondatore della Scuola.
Nel gennaio 1995 viene a conoscenza del monastero “Ensoji Il Cerchio” di Milano e inizia la pratica Zen con il maestro italiano Carlo Zendo Tetsugen Serra, che nel febbraio 1997 la nomina responsabile del Dōjō fiorentino di Ensoji. Il suo rapporto con il maestro Tetsugen Serra la porterà a prendere una prima ordinazione Jukai con il Nome di Dharma Myōshin, in italiano "cuore meraviglioso".Nel settembre 2000 si manifesta compiutamente in lei la necessità di intraprendere altre esperienze formative e per due anni avrebbe praticato in differenti dōjō in Italia e in Europa.
Nel gennaio 2001 partecipa in India, ad Allahabad, al Maha Kumbh Mela, invocando protezione per il suo nuovo percorso spirituale.
Il mese successivo dello stesso anno, Anna Maria Marradi incontrò il prof. Hideyuki Doi della Todai University di Tokyo e nipote di Giko Mase Rōshi, già vice abate del monastero di Daijōji, che offertosi come garante, la introduce nell’agosto 2001 alla pratica nel Tōkōzan Daijōji di Kanazawa in Giappone, allora guidato dall'abate Unkai Kōshū Itabashi (1927-2020).Nel 2001, l'allora vice-abate Tenrai Ryūshin Azuma rōshi (Kyoto 1935) la accoglie come sua allieva. Ha inizio così il per Anna Maria Marradi il percorso che fino al 2010 la porta due volte l'anno in Giappone per lunghi periodi di formazione sotto la guida del suo maestro Ryūshin Azuma Rōshi che, nella cerimonia di Tokudo del 6 agosto 2004, le conferisce i voti monastici e il nome di Dharma “Iten Shinnyo”, in italiano, "Cielo d'Italia, così com'è". 
Nel settembre 2004, la monaca Iten Shinnyo Marradi riceve dal suo maestro una tavola da lui stesso calligrafata e firmata con la scritta: “Tempio Shinnyoji Daijōji Italia Betsuin, Sede italiana del monastero Tōkōzan Daijōji” e con essa il conferimento dell’incarico di fondare il tempio di Shinnyoji in Italia, a Firenze.
Quattro anni dopo questa richiesta, e al conseguente ritorno in Italia, Anna Maria Iten Shinnyo Marradi riceve la Trasmissione del Dharma (dempō) dal  maestro Tenrai Ryūshin, già 72º abate del Tōkōzan Daijōji e raggiunta con la cerimonia di Zuise il grado di Jyūshoku, diventa ufficialmente abate di Shinnyoji. L'ulteriore conseguimento del grado di Nitōkyōshi della Scuola Soto Zen nel febbraio 2010 mette in condizione il maestro Iten Shinnyo di conferire ordinazioni, completando così requisiti tali da legittimare il ruolo di maestro Zen in Italia secondo la propria tradizione.
Dal 2012 Anna Maria Shinnyo Marradi è membro di Aistugia, Associazione Italiana di Studi Giapponesi, che promuove lo studio della cultura giapponese in Italia.
Dal 2021, il maestro Anna Maria Shinnyo Marradi partecipa alle attività di Italia Buddista, un gruppo di maestri buddisti di varie tradizioni che promuove incontri religiosi tra le diverse tradizioni presenti sul territorio nazionale.

## Impegno nel presente
Il ruolo di guida spirituale nel tempio zen fiorentino Shinnyoji, dove è responsabile sia della gestione dell'attività del sangha, della formazione dei discepoli laici e novizi e della diffusione del Dharma nella propria città, si accompagna presto ad una partecipazione del maestro Iten Shinnyo ad alcuni eventi rilevanti della scuola Soto Zen europea: il 12 maggio 2017, il maestro Shinnyo partecipa al 50º Anniversario del Buddismo Sōtō Zen in Europa al tempio “La Gendronnière” a Blois, in Francia, con un intervento in lingua francese sul tema: “Lo Zen nel presente” nell’ambito del Simposio “Passato Presente Futuro”. Il 26 luglio 2020 è accolta nel D.I.M. Dialogo Interreligioso Monastico, che riunisce figure religiose di varie tradizioni come protagoniste di un dialogo interreligioso tra le grandi teologie mondiali. A Firenze, la maestra Shinnyo Marradi partecipa in rappresentanza della Tradizione buddista Sōtō Zen al “Tavolo istituzionale per il Dialogo Interreligioso”, promosso dall’Assessorato ai Rapporti con le Confessioni Religiose del Comune di Firenze e al “Tavolo Regionale per il dialogo con le confessioni religiose e le tradizioni spirituali in Toscana”, promosso dalla Regione Toscana.
Con l'intento di testimoniare la pratica del buddismo Zen all'interno della propria società, il maestro Iten Shinnyo ha partecipato ad iniziative locali nelle scuole medie superiori portando la sua esperienza di monaco Zen e partecipa ad un percorso di sostegno educativo e formativo all’interno del carcere minorile Meucci di Firenze.

## Opere
- Anna Maria Shinnyo Marradi, L'eco della valle. Sulle note dello Zen, MIMESIS EDIZIONI, Milano 2022, ISBN 9788857588711.

- Commento di Anna Maria Shinnyo Marradi in Reigetsu Susan Moon, Zenshin Florence Caplow. Trad. di Isabella Polli, La Lampada nascosta. Storie da venticinque secoli di donne illuminate, Xenia, Pavia, 2022, ISBN 9788872738771.

- Anna Maria Shinnyo Marradi, Aldo Tollini, Shobogenzo zuimonki. Discorsi informali, Bompiani, Milano, 2023, ISBN 9788830104662